# Phallotorynus
Phallotorynus is een geslacht van straalvinnige vissen uit de familie van de levendbarende tandkarpers (Poeciliidae).

## Soorten
- Phallotorynus dispilos Lucinda, Rosa & Reis, 2005
- Phallotorynus fasciolatus Henn, 1916
- Phallotorynus jucundus Ihering, 1930
- Phallotorynus pankalos Lucinda, Rosa & Reis, 2005
- Phallotorynus psittakos Lucinda, Rosa & Reis, 2005
- Phallotorynus victoriae Oliveros, 1983